# Asplenium ensiforme
Asplenium ensiforme är en svartbräkenväxtart som beskrevs av Nathaniel Wallich. Asplenium ensiforme ingår i släktet Asplenium och familjen Aspleniaceae. Inga underarter finns listade.